# Kalliapseudes tomiokaensis
Kalliapseudes tomiokaensis is een naaldkreeftjessoort uit de familie van de Kalliapseudidae. De wetenschappelijke naam van de soort is voor het eerst geldig gepubliceerd in 1966 door Sueo M. Shiino.